# Balstyrko
Balstyrko er en dansk musikgruppe bestående af Blæs Bukki (Lasse Bavngaard, sanger, co-producer), Ane Trolle (sangerinde) samt Ormen (Anders Christophersen, musikproducer). Gruppen blev dannet i 2007. Deres første plade Jagten Paa Noget, der tog tre år at lave, udkom 3. marts 2009 og blev modtaget positivt. Som forløber for albummet blev deres single "Intet Stopper Helt" udgivet 12. januar 2009. Gruppen har valgt emner som fællesskab, død, ensomhed og lign. til deres musik.
Gruppen har opnået stor populartitet siden den spillede på Store Vega, hvor billetsalget gik strygende. Gruppen spillede også på Roskilde Festival 2009.
De tre medlemmer har alle haft indflydelse på musik før de dannede gruppen. Blæs Bukki har været med i producerteamet Madness 4 Real, hiphopgrupperne Den Gale Pose og Malk De Koijn og senest den første dansksprogede dancehall-gruppe Bikstok Røgsystem. Ane Trolle er kendt fra duoerne JaConfetti og Trolle//Siebenhaar samt sit samarbejde med Anders Trentemøller. Ormen er mindst kendt af de tre, men også han har haft indflydelse på dansk musik ved bl.a. at være en del af et af Danmarks indie-pladeselskaber, Fake Diamond Records, som også udgiver Balstyrkos Jagten Paa Noget. Han har desuden remixet en del kunstnere og har også lavet musik med den danske sangerinde Alberte under navnet Ormen og Alberte og har været en del af elektroduoen Melk. Ormen og Blæs Bukki har før samarbejdet, da de lavede musikken til SkRaKo-stykket Købmanden.
Musikken fra deres album Jagten Paa Noget er blevet brugt i DR2s program Nak & Æd med jægeren Jørgen Skouboe og kokken Nikolaj Kirk. Programmet havde premiere i 2010 og der er siden lavet flere sæsoner.
Sangen "Ravn" er blevet brugt i en anden DR-produktion nemlig Bonderøven med Frank Erichsen.

## Diskografi

### Album
- Jagten Paa Noget, 2009

### Singler
- "Intet Stopper Helt", 2009
- "Flammer og Steaks", 2009
- "Boegereden", 2019